# زاحفة رومر
زاحفة رومر (الاسم العلمي:†Romeria) هي جنس منقرض من فصيلة ممساكيات الخطم عاشت خلال فترة البرمي المبكر في ما يعرف اليوم بتكساس بالولايات المتحدة. تم تسميتها لأول مرة من قبل لويلين إيفور برايس في عام 1937 والنوع النمطي هو زاحفة رومر التكسانية (Romeria texana). تُعرف زاحفة رومر التكسانية من النمط الشامل MCZ 1480 ، وهي جمجمة ثلاثية الأبعاد محفوظة. تم جمعها في موقع آرتشر سيتي بونبيد 1، من تكوين آرتشر سيتي، والتي يرجع تاريخها إلى مرحلة الأسيلي من فترة السسورالي منذ حوالي 299-294.6 مليون سنة. تم تسمية النوع الثاني، زاحفة رومر الرئيسية (Romeria primus), لأول مرة من قبل كلارك وكارول في عام 1973.